# Герб комуни Транос
Герб комуни Транос (швед. Tranås kommunvapen) — символ шведської адміністративно-територіальної одиниці місцевого самоврядування комуни Транос.

## Історія
Герб було розроблено для міста Транос. Отримав королівське затвердження 1919 року.    
Після адміністративно-територіальної реформи, проведеної в Швеції на початку 1970-х років, муніципальні герби стали використовуватися лишень комунами. Цей герб був перебраний для нової комуни Транос.
Герб комуни офіційно зареєстровано 1974 року.

## Опис (блазон)
У золотому полі на зеленому тригорбі стоїть сірий журавель з чорною шиєю і лапами, у піднятій правій лапі він тримає червоний камінь.

## Зміст
Журавель на тригорбі є називним символом і вказує на назву міста (швед. trana= сірий журавель; (швед. ås= кряж, пагорб).     